# Latta (Oklahoma)
Pour les articles homonymes, voir Latta.
Latta est une census-designated place située dans le comté de Pontotoc, dans l’État de l’Oklahoma, aux États-Unis. Sa population s’élevait à 1 172 habitants lors du recensement de 2010.

## Source
- (en) Cet article est partiellement ou en totalité issu de l’article de Wikipédia en anglais intitulé « Latta, Oklahoma » (voir la liste des auteurs).